# A90-es autópálya (Olaszország)
Az A90-es autópálya (más néven: Grande Raccordo Anulare, magyarul: Nagy Körgyűrű) egy 68,2 km hosszúságú autópálya körgyűrű Olaszországban, Lazio régióban, Róma körül. Fenntartója az ANAS. A körgyűrű 2*3 sávos mindkét irányban, naponta 160 ezer jármű halad át, amellyel Olaszország egyik legforgalmasabb gyorsforgalmi útja. A Via Cristoforo Colombo és a Római Keleti Elkerülő Úttal, Róma városának másik legfontosabb elkerülő útja. Az autópálya legfontosabb feladata a Róma agglomerációjának a közúti forgalmának elvezetése, illetve Róma városának tehermentesítése az átmenő forgalomtól.